# Fernanda Takai
Fernanda Barbosa Takai (Serra do Navio, 25 de agosto de 1971) é uma cantora, compositora e multi-instrumentista brasileira. Embora ainda vocalista da banda Pato Fu, Fernanda lançou-se em 2007 em uma carreira solo com boa repercussão, chegando a gravar um disco em parceria com o ex-guitarrista do The Police, Andy Summers, em 2012. Além de cantar, Fernanda toca guitarra, violão e compõe para o Pato Fu.

## Biografia

### Primeiros anos
Nascida na Serra do Navio, cidade no interior do Amapá, é filha de um geólogo e de uma enfermeira. Devido as transferências de trabalho dos seus pais, mudou-se para a Bahia aos dois anos de idade, onde viveu nas cidades de Salvador, por um ano, e em Jacobina, por seis anos. Aos nove anos de idade mudou-se com a família para Belo Horizonte, Minas Gerais, onde obteve maiores oportunidades de estudo e a possibilidade de iniciar sua carreira artística. Revelou em entrevistas que uma das primeiras coisas que sentiu diferença ao chegar em Belo Horizonte foi que seus coleguinhas mineiros percebiam seu sotaque baiano, e que o clima em Belo Horizonte era bem mais frio, pois a artista chegou no inverno, o que logo a fez ficar com os lábios rachados. Tentando adaptar-se, revelou que logo se tornou "baianeira".
Em sua infância, já era apaixonada por música, e ouvia, especialmente, rock inglês e pop rock, embora tenha crescido, pela influência da família, com a MPB — um dos motivos que a fez produzir um disco solo em homenagem a Nara Leão.
Sua família viveu em Minas Gerais até 1992, quando mudaram-se para Goiânia, em Goiás. Fernanda não pôde ir, e ficou morando sozinha na Capital Mineira, pois estava no último ano do curso de Comunicação Social da Universidade Federal de Minas Gerais, onde graduou-se em 1993. Em entrevistas revelou que, se parasse com sua carreira musical, exerceria a profissão na qual se formou. Nesta época já estava começando a fazer apresentações informais e montando sua banda musical. Sua família só voltou de Goiás para morar definitivamente em Belo Horizonte pouco tempo depois, após o falecimento de seu pai. A artista possui um único irmão, mais novo, que é engenheiro.
Fernanda Barbosa Takai é descendente de japoneses, por parte de seus avós paternos. Já o seu avô materno era português, e a avó, alagoana.

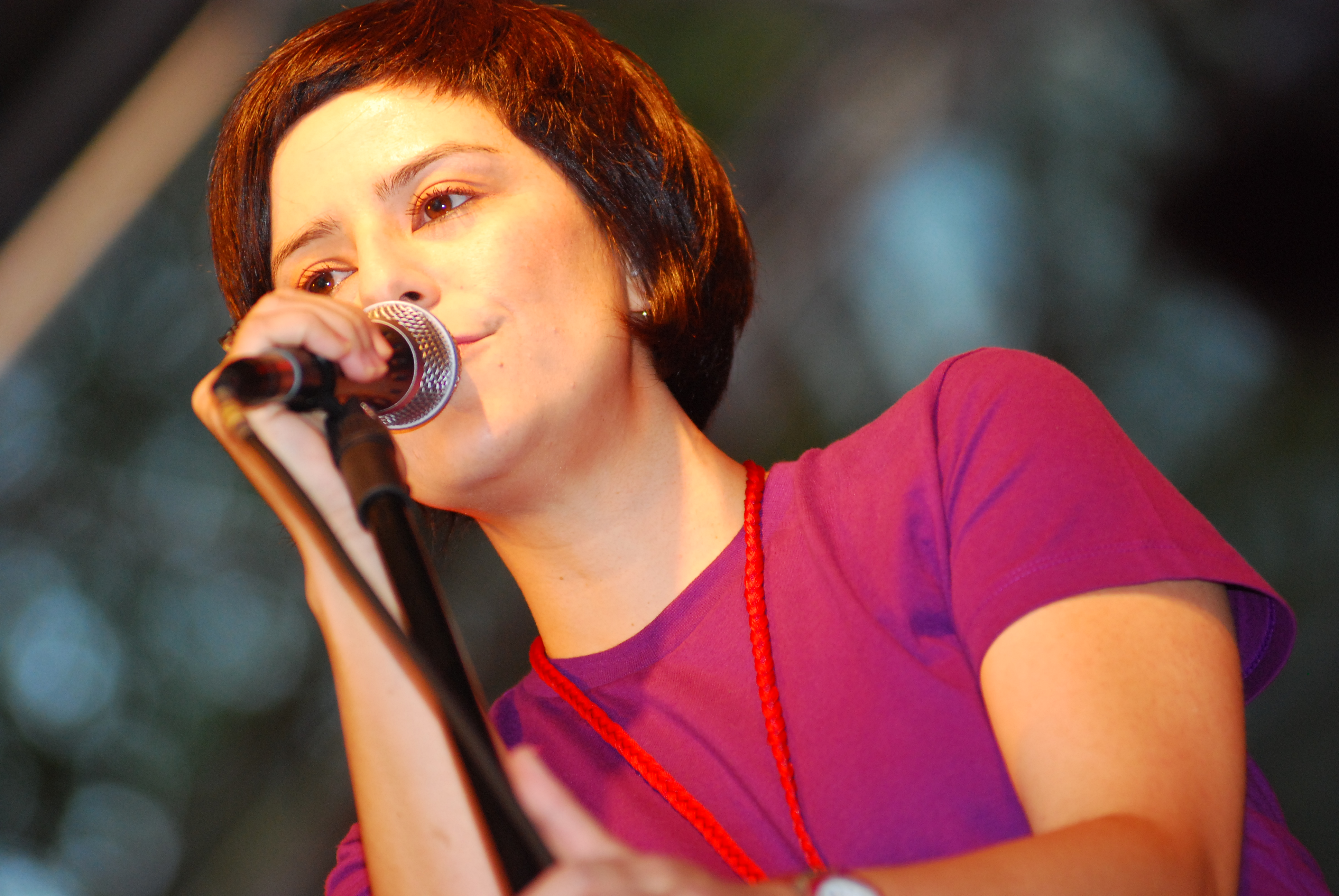
Fernanda Takai em apresentação, em 2008.

### Carreira musical

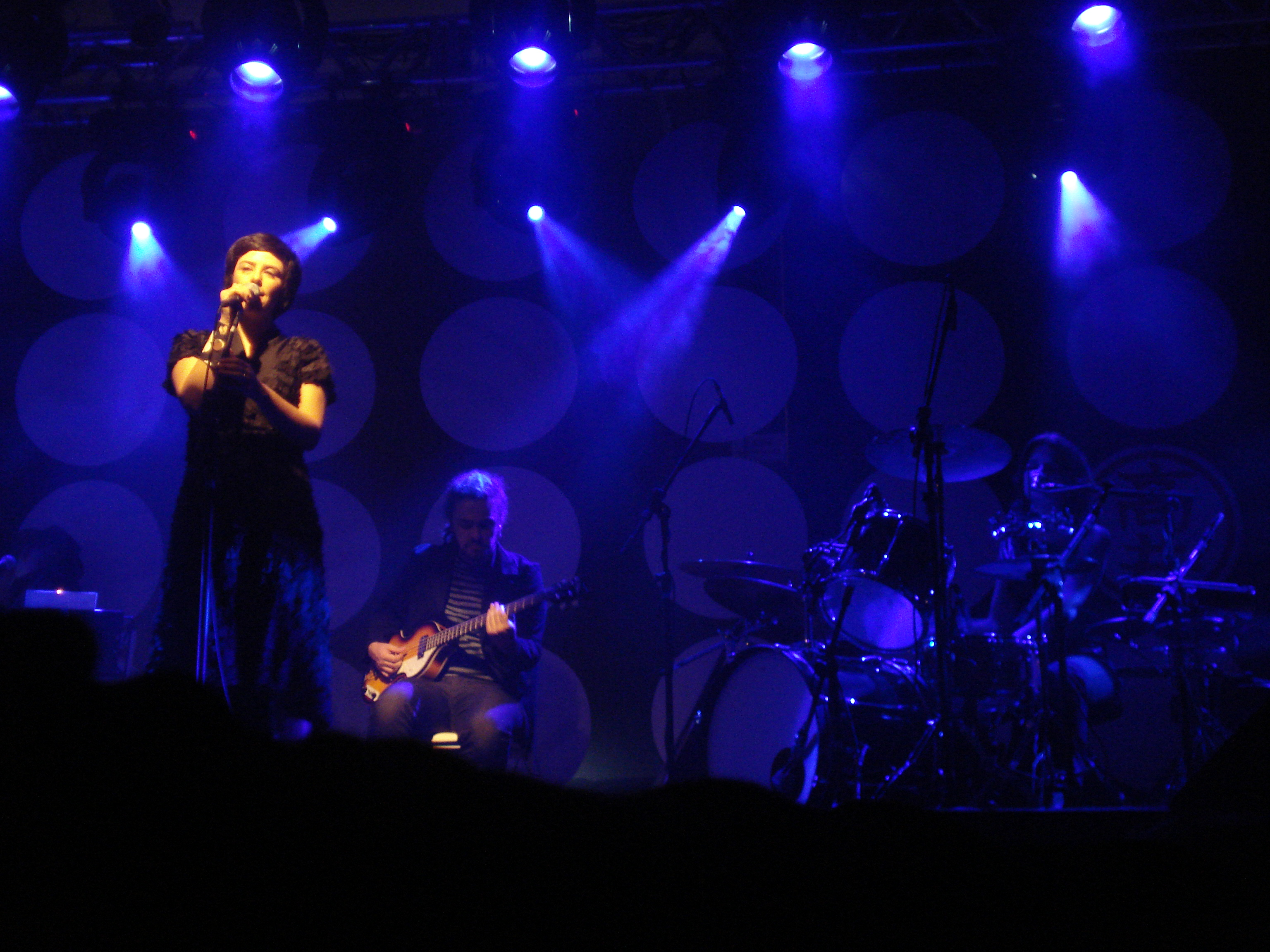
Fernanda Takai em 2009.

Sua carreira musical começou quando ela entrou para a banda "Data Vênia", onde permaneceu de 1988 até ao fim do grupo em 1992. Na banda "Fernanda e 3 do Povo", assim como em "Data Vênia", não lançou nenhum disco e não alcançou repercussão. Entrou em 1991 para a banda "Sustados por 1 Gesto", que veio a ser o embrião do Pato Fu.
No Pato Fu, Fernanda alcançou popularidade como artista, instrumentista e letrista. O sucesso da banda acabou aparecendo no exterior. Além das canções em português, Fernanda grava com frequência canções em inglês e japonês, tendo já cantado também em francês e espanhol na discografia com o Pato Fu. 
Em setembro de 2001, a banda liderada por Takai, Pato Fu, entrou na lista das 10 melhores bandas do mundo, realizada pela revista Time.
Formada em Relações Públicas e Comunicação Social pela UFMG em 1993, foi sócia de uma empresa de comunicação visual, a DMJ (esta produziu a capa dos dois primeiros discos da banda). No dia 15 de setembro de 2003, recebeu a Medalha de Honra da Universidade Federal de Minas Gerais em cerimônia realizada no auditório da Universidade.
Fora da música, Fernanda realiza postagens em blog e colabora com crônicas nos jornais Correio Braziliense e Estado de Minas. Em novembro de 2007 lançou pela Panda Books seu primeiro livro, Nunca Subestime uma Mulherzinha, uma reunião de crônicas e contos publicados nesses jornais. Segundo Takai escreve no livro, “[...] a gente ainda alimenta algumas ideias moldadas por um certo movimento retilíneo uniforme bobo do nosso cérebro. Pra qualquer assunto temos lá nossas considerações a fazer. E um dos seres mais agraciados com opiniões dos outros somos nós, as mulherzinhas. E o pior: também fazemos parte dessa engrenagem e, de certa forma, nos sabotamos sem querer”. Os textos são tidos como confessionais e humorísticos.
A Associação Paulista de Críticos de Arte elegeu o solo Onde Brilhem os Olhos Seus — em que Takai canta canções do repertório de Nara Leão — como o melhor disco de MPB do ano de 2007. Sua maior característica ao lado do Pato Fu é a mistura entre o som da banda − com utilização de guitarras, efeitos eletrônicos, performances de baladas — e seu timbre de voz suave e bastante característico.
Em 2009, Fernanda gravou o registro ao vivo em DVD da turnê, intitulado de Luz Negra, que ganhou diversos prêmios, incluindo Melhor DVD. Nesse show a cantora foi além do repertório de Nara Leão, interpretando também canções como Ben, de Michael Jackson, Ordinary World, de Duran Duran, e 5 Discos, de autoria da própria cantora. Com o Pato Fu, Fernanda regravou vários clássicos em 2010 tocados com instrumentos de brinquedo para disco Música de Brinquedo, ganhando grande receptividade do público. 
Seu segundo livro foi lançado em 2011, chamado A Mulher Que Não Queria Acreditar, reunindo 40 outros contos que foram originalmente publicados na coluna da escritora no Jornal Estado de Minas. Segundo Fernanda, seus textos são produzidos em seu tempo livre de show da carreira solo ou com o Pato Fu. No mesmo ano, foi convidada para gravar duas canções em português da trilha sonora do filme Winnie The Pooh.
Em 2012, é anunciada a parceria de Fernanda com Andy Summers, ex-integrante do The Police. O guitarrista, além de produtor do disco, também compôs letras especialmente para a voz da cantora. O projeto foi lançado no mesmo ano, sendo que o disco bilíngue possui cinco canções em português e seis em inglês. Chegou a fazer uma participação especial em um show da banda Duran Duran, da qual sempre declarou ser muito fã, cantando junto ao vocalista da banda a canção Ordinary World — que também está em seu DVD solo Luz Negra. No dia 30 de junho de 2012, Fernanda participou do programa Som Brasil, onde interpretou canções do Clube da Esquina.
Em 2013, junto com o marido e parceiro de banda, John Ulhoa, compôs 27 canções para a trilha sonora do espetáculo "Aventuras de Alice no País das Maravilhas", um dos três espetáculos que integraram a chamada "Trilogia do Mundo Moderno" do grupo de teatro de bonecos Giramundo. Fernanda, além da trilha sonora, emprestou sua voz à personagem Alice no espetáculo. A trilha deve ser lançada em CD.
Em 2014, após ganhar verba enviando seu projeto para a Natura Musical, Fernanda anuncia seu quarto disco solo, intitulado Na Medida do Impossível. No disco, ela conta com participações de artistas como Pitty (que compôs com a cantora a faixa Seu Tipo) e Samuel Rosa, com quem divide os vocais na canção Para Curar Essa Dor. Além de parcerias, como com o Padre Fábio de Melo, a cantora ainda assina a autoria de algumas das faixas do disco, como Partida e Quase Desatento. No mesmo ano, anunciou que lançaria, também, um disco de inéditas com sua banda, o Pato Fu.
Em 2017, seu álbum Na Medida do Impossível ao Vivo no Inhotim foi indicado ao Grammy Latino de 2017 de Melhor Projeto Gráfico.
Em 2021, seu álbum Será Que Você Vai Acreditar? foi indicado Grammy Latino de Melhor Álbum Pop Contemporâneo em Língua Portuguesa.
Em 2022, a se uniu a banda Autoramas em um projeto com canções dos Beatles.

### Vida Pessoal
Fernanda é casada desde 1995 com o músico John Ulhoa. Em 2 de outubro de 2003, em Belo Horizonte, através de uma cesariana, nasceu a única filha do casal: Nina Takai Ulhoa.

## Filmografia

### Trabalhos na televisão
- 2002 - Ilha Rá-Tim-Bum .... Tim
- 2012 - Som Brasil ... Ela Mesma

### Trabalhos no cinema
- 2014 - Até que a Sbórnia nos Separe .... Cocliquot Delaclorix (voz)

## Discografia

### Solo
| Ano  | Detalhes do Álbum | Singles |
| ---- | --- | --- |
| 2007 | Onde Brilhem os Olhos Seus - Lançamento: 2007 - Gravadora (s): Deckdisc, Polysom - Formato (s): CD, LP, download digital                 | 1. "Debaixo dos Caracóis dos Seus Cabelos" 2. "Trevo de Quatro Folhas" 3. "Insensatez" 4. "Ta-Hi"                |
| 2010 | Luz Negra - Lançamento: 29 de março de 2010 - Gravadora(s): Deckdisc - Formato(s): CD, DVD, download digital                             | 1. "O Ritmo da Chuva"                                                                                            |
| 2012 | Fundamental - Lançamento: 21 de agosto de 2012 - Gravadora(s): Deckdisc, Polysom - Formato(s): CD, LP, download digital                  | |
| 2014 | Na Medida do Impossível - Lançamento: 18 de março de 2014 - Gravadora(s): Deckdisc, Polysom - Formato(s): CD, LP, download digital       | 1. "Seu Tipo" 2. "Pra Curar Essa Dor (Heal the Pain) 3. "Amar Como Jesus Amou" 4. "Mon Amour, Meu Bem, Ma Femme" |
| 2018 | O Tom da Takai - Lançamento: 1 de junho de 2018 - Gravadora(s): Deckdisc, Polysom - Formato(s): CD, DVD, download digital                | |
| 2020 | Será Que Você Vai Acreditar? - Lançamento: 10 de julho de 2020 - Gravadora(s): Deckdisc, Polysom - Formato(s): CD, DVD, download digital | |

### Com Pato Fu
- 1993: Rotomusic de Liquidificapum
- 1994: Gol de Quem?
- 1996: Tem Mas Acabou
- 1998: Televisão de Cachorro
- 1999: Isopor
- 2001: Ruído Rosa
- 2002: MTV ao Vivo Pato Fu: no Museu de Arte da Pampulha
- 2005: Toda Cura Para Todo Mal
- 2007: Daqui Pro Futuro
- 2010: Música de Brinquedo
- 2011: Música de Brinquedo Ao Vivo
- 2014: Não Pare Pra Pensar
- 2017: Música de Brinquedo 2
- 2023: 30

### Colaborações
- "Telefone" – Isso É Amor – Ira! (1999)
- "A Mais" – Herbert Vianna (2000)
- O Amor em Pedaços- 3001 - Rita Lee (2000)
- "O Ritmo da Chuva" – Um Barzinho, Um Violão: Jovem Guarda (com Rodrigo Amarante)
- Renato Russo - Uma Celebração Multishow – Ao Vivo (DVD; 2005)
- "Amuo" – Clã (2007)
- "Adeus Sofia" – Dance of Days - A Valsa de Águas Vivas (2004)
- "Brazil, Capital Buenos Aires" – Estudando a Bossa - Tom Zé (2008)
- "Maracaturama" – Projecto Fuga (2008)
- "Boas Razões" – Zélia Duncan (2009)
- "Like a Lover" (O Cantandor) – Duetos – Renato Russo (2010)
- "O Bosque dos Cem Acres" (Winnie The Pooh – Trilha Sonora; 2011)
- "Uma Coisa Muito Importante Para Se Fazer" (Winnie The Pooh – Trilha Sonora; 2011)
- "Pimenta Com Sal" – Treme - Gaby Amarantos (2012)
- "Fui Eu" - Mais Forte que o Tempo (2013)
- "Okinawa" - Silva (2014)

## Videografia
DVDs solo
| Ano  | Detalhes do Álbum | Singles |
| ---- | --- | --- |
| 2010 | Luz Negra - Lançamento: 29 de março de 2010 - Gravadora(s): Deckdisc - Formato(s): CD, DVD, download digital                             | 1. "O Ritmo da Chuva"                                                                                            |
| 2017 | Na Medida do Impossível - Ao Vivo No Inhotim - Lançamento: 2017 - Gravadora(s): Deckdisc, Polysom - Formato(s): CD, LP, download digital | 1. "Seu Tipo" 2. "Pra Curar Essa Dor (Heal the Pain) 3. "Amar Como Jesus Amou" 4. "Mon Amour, Meu Bem, Ma Femme" |
| 2018 | O Tom da Takai - Lançamento: 1 de junho de 2018 - Gravadora(s): Deckdisc, Polysom - Formato(s): CD, DVD, download digital                | |

DVDs com Pato Fu
- 2002: MTV ao Vivo Pato Fu: no Museu de Arte da Pampulha
- 2004: Video Clipes
- 2007: Toda Cura Para Todo Mal
- 2009: Extra Extra!
- 2011: Música de Brinquedo Ao Vivo